# Жеовани (футболист, 2001)
Жеова́ни Рейс Насиме́нту Жу́ниор (порт.-браз. Geovani Reis Nascimento Júnior; род. 15 мая 2001, Мараба, Пара) — бразильский футболист, полузащитник клуба «Тэгу».

## Биография
Воспитанник бразильского клуба «Барселона Капелла». В 2019 году присоединился к молодёжной академии «Фамаликан», и после выступлений за резервную команду 2021 переведен в первую команду. На профессиональном уровне дебютировал за указанный клуб 1 августа 2021 года в победном (1:0) поединке второго раунда Кубок португальской лиги против «Эшторила». Жеовани вышел на поле на 82-й минуте вместо Иву Родригеша. В Примейра-Лиге дебютировал 8 августа 2021 года в проигранном (0:2) выездном поединке 1-го тура против «Пасуш де Феррейра». Жеоевани вышел на поле в стартовом составе, а на 60-й минуте его заменил Пабло Феррейра. В сезоне 2021/22 годов провел 2 поединка в чемпионате Португалии и 1 поединок в Кубке португальской лиги. Сезон 2022/23 годов провел в «Витория Б» (Гимарайнш) из третьей лиги чемпионата Португалии (22 матча, 1 гол).
5 августа 2023 подписал 3-летний контракт с «Александрией».

## Достижения
«Александрия»
- Серебряный призёр чемпионата Украины: 2024/25